# أوسكار روبرتو كورينغو
أوسكار روبرتو كورينغو (بالإسبانية: Oscar Roberto Cornejo)‏ هو لاعب كرة قدم أرجنتيني، ولد في 13 مايو 1983 في سانتا روزا، لا بامبا في الأرجنتين. لعب مع الجامعي دي بيرو وإيفرتون دي فينا ديل مار وجيمناسيا لابلاتا وديبورتيفو كالي ونادي سان لورينزو ونادي ويلينغتون فينيكس.